# 1080p
1080p (Full HD) je soubor HDTV videorežimů s vysokým rozlišením, které jsou charakterizovány 1080 horizontálními (vodorovnými) liniemi vertikálního (svislého) rozlišení a progresivním skenováním, což znamená, že obraz se vytváří postupně a není tedy prokládaný jako v případě klasického 1080i zobrazení. Označení předpokládá širokoúhlý poměr 16 : 9, z kterého plyne rozlišení 1920×1080 (2,1 megapixelů).
Označení Full HD či 1080p může označovat schopnost přijímat 1080p signál a zobrazovat ho v původním rozlišení minimálně 1080 řádků, ale také schopnost zvětšení obsahu menšího rozlišení na 1080p. Certifikační logo HD ready společnosti DIGITALEUROPE vyžaduje u certifikovaných TV sestav podporu formátů 1080p24, 1080p50 a 1080p60 a krom jiných požadavků také původní rozlišení 1920×1080 pixelů. Počet snímků za sekundu je definován v názvu za písmenem „p“ - tzn. 1080p30 přehrává 30 progresivních (plných) snímků za sekundu.

## Vysílací standardy

Obraz s 1080p

Filmový průmysl stanovil 1080p24 jako základní formát pro digitální mastering a to jak v původní 24p tak i v 24PsF formě. 1080P24 se stala zavedených produkčním standardem pro digitální kinematografii a existuje spousta vybavení které zvládá zachytit a zpracovat 1080p24 signály. 1080p24 je nejspíš prvním univerzálním videostandardem v rámci celého světa.
Pro živá vysílání, progresivní scan o vysokém rozlišení, pracující s 1080p s rychlostí 50 až 60 snímků za sekundu, je nyní považován za budoucí standard pro snímání videa. EBU prohlašovala 1080p50 za produkční formát budoucnosti, protože zlepšuje rozlišení a nevyžaduje rozklad obrazu, umožňuje vysílací standard 1080i25 a 720p50 společně s 1080p50 i v současném rozpoložení a je kompatibilní s DCI formáty.
Produkční formát 1080p50/p60 bude vyžadovat zcela novou šíři výbavy studií a to včetně kamer, úložních a úpravních systémů a přispívajících linků (jako je Dual-link HD-SDI a 3G-SDI) jelikož zdvojnásobil tok dat ze současných 50 či 60 rozložených polí 1920×1080 z 1.485 Gb/s na přibližně 3 Gb/s za použití nekomprimovaného RGB kódování. Nejnovější revize SMPTE 274M a EBU Tech 3299 vyžadují YCbCr barevné prostředí a 4 : 2 : 2 barevnostní podvzorkování pro přenos signálů 1080p50 a 1080p60.
Nedávné studie ukazují, že pro digitální vysílání komprimované s H.264/AVC jsou v přenosové kmitočtové šířce úspory proloženého videa oproti plně progresivnímu videu minimální a to i při dvojnásobku snímků za sekundu, tzn. 1080p50 (50 progresivních snímků za sekundu) nám dává stejně velký datový tok jako 1080i50 (50 proložených snímků za sekundu).

### ATSC
Ve Spojených státech, původní ATSC standardy pro HDTV podporovaly 1080p video, ale pouze při rychlosti 23.976, 24, 25, 29.97 a 30 snímků za sekundu (známé jako 1080p24, 1080p25, a 1080p30).
V červenci 2008, byla do ATSC standardů zahrnuta i H.264/MPEG-4 AVC komprese a 1080p při 50, 59.94 a 60 snímcích za sekundu (1080p50 a 1080p60). Některé rychlosti vyžadují H.264/AVC High Profile Level 4.2, zatímco standardní HDTV rychlosti vyžadují pouze Level 4.0 (úroveň 4.0)
Nepředpokládá se, že by tato úprava měla za následek masové rozšíření dostupnosti 1080p60, jelikož většina používaných digitálních přijímačů by byla schopna dekódovat pouze starší, méně účinný MPEG-2 codec, navíc je zde omezené množství frekvenčního rozsahu pro subkanály.

### DVB
V Evropě byly signály 1080p25 podporovány DVB soustavou vysílacích standardů. Standard 1080p50 byl předpokládán jako nadčasový produkční formát a jako možný vysílací formát budoucnosti. 1080p50 vysílání by mělo potřebovat stejnou vlnovou šíři jako 1080i50 a pouze o 15-20% větší než je šíře potřebná pro signál 720p50 z důvodu velké efektivity komprese, přes to 1080p50 vyžaduje větší vlnovou šířku a efektivnější kodeky jako JPEG 2000, vysokorychlostní MPEG-2, či H.264/AVC a HEVC.
Od září 2009 ETSI a EBU, představitelé soustavy DVB, přidali podporu pro signál 1080p50, kódovaný s MPEG-4 AVC High Profile Level 4.2 se Škálovatelnými video-kódovacími rozšířeními či VC-1 Pokročilou Profilovou kompresí. DVB také podporuje 1080p kódované za ATSC rychlostí 23.976, 24, 29.97, 30, 59.94 a 60 snímků za sekundu.
EBU požaduje, aby MPEG-4 AVC dekodéry alespoň nepadaly v přítomnosti paketů SVC či 1080p50. SVC umožňuje kompatibilitu s 1080p50 a 1080p60 vysíláním pro starší MPEG-4 AVC přijímače, které rozpoznají pouze základní SVC tok, kódovaný v nižším rozlišení či počtu snímků za sekundu a ignorují pakety které jsou navíc, zatímco novější hardware dekóduje celý signál.

## Dostupnost

Tento graf zobrazuje nejběžnější rozlišení displeje, formát 16 : 9 je vyobrazen v modré barvě.

### Vysílání
Ve Spojených státech zatím nefunguje vzdušné vysílání 1080p, všechny hlavní toky používají buď 720p60 či 1080i60, kódovaný pomocí MPEG-2. Na druhou stranu, satelitní služby (DirectTV, XstreamHD a Dish Network) upravují 1080p/24-30 formát s MPEG-4 AVC/H.264 v případě placených filmů, které jsou staženy předem pomocí satelitu či internetu. Momentálně žádný z poskytovatelů placené televize nevysílá v tomto formátu živě, jelikož mnoho MVPD, zvláště pak DBS a kabel, nemá přiměřenou kapacitu na to, aby mohl poskytovat vysílání živě, aniž by to negativně ovlivňovalo jejich stávající služby a také kvůli ceně používání větší vlnové šířky pro jeden 1080p/24 kanál než která by byla potřeba pro 1080i či dokonce 750p a pro těch relativně málo zákazníků, kteří mají potřebné vybavení, by se nevyplatilo takto využít jejich omezené kapacity.
Pro obsah pocházející z progresivně snímaného dvacetičtyř-snímkového zdroje, MPEG-2 nechává video kódovat jako 1080p24. Tyto progresivně kódované snímky jsou označeny metadaty, které radí dekodéru, jak je správně poskládat. Zatímco formální výstup dekódovacího procesu MPEG-2 je 1080i60, skutečný obsah je kódovaný jako 1080p24 a může být zobrazen jako takový, za použití procesu zvaného „inverse telecine“,žádné informace nejsou ztraceny, jelikož vysílající je ten který obraz skládá.

### Blu-ray disc medium
Blu-ray disky jsou schopny přenášet obsah 1080p HD a většina filmů, které na Blu-ray vyjdou, dávají 1080p Full HD obraz, pokud je přehrávač připojen k 1080p HDTV pomocí HDMI kabelu. Blu-ray umožňuje kódovat 1080p24, 1080i50, a 1080i60. Tento druh videa je obvykle přehráván rychlostí až 40 megabitů za sekundu.

### Internetový obsah
Některé weby, včetně YouTube, umožňují klipům být nahrávány v 1080p. BitTorrent je také hojně využíván pro distribuci mnoha 1080p filmů, které byly zkopírovány z Blu-ray Disků či vysílacích zdrojů.
Na BitTorrentových stránkách, jako je The Pirate Bay, jsou k dispozici tisíce 1080p videí. Někdy ilegálně, ripované (zkopírované) z Blu-ray Disků.

### Spotřebitelské televizory a projektory
V roce 2012, většina televizí v prodeji poskytuje 1080p vstupy, většinou pomocí HDMI, poskytující full HD rozlišení. Nyní je 1080p rozlišení k dispozici ve všech typech televizí, včetně plazmových, LCD, DLP přední a zadní projekce a LCD projekce.
Pro zobrazení filmových 1080i60 signálů, se schéma zvané „reverse telecine“ začíná objevovat v některých novějších 1080p obrazovách, které zvládnou zobrazit obraz o skutečné kvalitě 1080p z filmově založeného 1080i60 programu. Stejně, obsah o 25 snímcích za sekundu při 1080i50 může být rozložena do obsahu 1080p bez ztráty kvality či rozlišení.
HD ready certifikační logo společnosti DIGITALEUROPE u certifikovaných TV sestav vyžaduje podporu formátů 1080p24, 1080p50, a 1080p60 bez chyb čtení a zkreslení obrazu.

### Počítačové monitory
Většina širokoúhlých CRT a LCD monitorů umí zobrazovat 1080p obsah. Například, širokoúhlé WUXGA monitory podporují 1920×1200 rozlišení, které může zobrazit reprodukci 1080p formátu. Navíc, mnoho 23", 24" a 27" (690mm) širokoúhlých LCD monitorů, používá 1920×1200 jako základní rozlišení. Třicetipalcové obrazovky mohou zobrazovat až 2560×1600. Mnoho 27" monitorů má základní rozlišení 2560×1440 a operuje tedy na 1440p.

### Herní video konzole
Předchozí generace herních konzolí jako PlayStation 3 od Sony a Xbox 360 od společnosti Microsoft umí zobrazovat hry a videa v 1080p. Nintendo Wii U, které má vyjít v roce 2012, bude také podporovat 1080p za pomoci HDMI. Pro všechny tyto konzole platí fakt, že tyto operace jsou prováděny pomocí HDMI spojení. Navíc, 1080p video je k dispozici na PS3 a Xbox 360 pomocí spojení analogové součástky / D-Terminálu (YPBPR), †‡stejně jako VGA spojení na Xbox 360. Na PS3, vývojáři musí poskytnout podporu pro specifické rozlišení na softwarové úrovni, jelikož zde není žádná hardwarová podpora, zatímco Xbox 360 tuto hardwarovou podporu poskytuje pomocí vestavěného zvětšovacího čipu.
Většina her na obou konzolích neběží na původním rozlišení 1080p a pouze pár vybraných her umožňuje tuto volbu kvůli ostatním omezením, jako např. Grafická paměť.
Jak PlayStation 3, tak Xbox 360 poskytuje videoslužby v 1080p. Sony poskytuje PlayStation Store VOD i přehrávání Blu-ray disků. Microsoft poskytuje Zune Video Marketplace pro okamžitý přístup k 1080p videoobsahu, ale neposkytuje přehrávání Blu-ray. Podporuje přehrávání nyní již nefunkčních HD DVD pomocí Xbox 360 HD DVD Player add-on. Obě konzole také nabízí podporu pro vysílání v 1080p v různých formátech pro domácí sítě z jiných počítačů, také pomocí USB spojení do externích datových úložišti.
^† V případě připojení pomocí analogové součástky, pouze systémová menu a hry jsou zobrazeny v 1080p, kvůli možným problémům s autorskými právy. Videa jsou zobrazována v menším rozlišení či v 1080i.
I když je 1080p výstup analogové součástky konzolemi podporován, většina zobrazovacího hardware akceptuje pouze spojení do 1080i.

### Videokamery a fotoaparáty
Hodně spotřebních videokamer, profesionálních video a DSLR kamer a chytrých telefonů umí snímat 1080p24, 1080p25, či 1080p30 video které většinou kóduje do formátu progresivně segmentovaných snímků.
Nyní je na trhu několik spotřebních AVCHD/NXCAM videokamer, které umí snímat 1080p50 a 1080p60 video, včetně Panasonic HDC-TM700/HDC-HS700/HDC-SD700/HDC-SD600, HC-X900/HC-X800 a HC-V700/HC-V500 videokamer a HDC-Z10000 stereoskopické videokamery, Sanyo Xacti VPC-HD2000 a Sony Handycam NEX-VG20, NEX-FS100 a NEX-EA50EH.
Profesionální digitální filmové kamery schopné snímat 1080p60 zahrnují Sony CineAlta F23 a Sony SRW9000 videokameru (s volitelnými 60p deskami pro zpracování) , Sony PMW-F3 videokameru, RED One/Epic/Scarlett a Canon EOS C500 kamery (ve dvou tisících módů snímání).
Digitální SLR kamery jako Sony Alpha 57, Sony Alpha 77 a Canon EOS-1D také umí nahrávat video v 1080p50 a 1080p60.